# Marburger Kreisbahn 5
Die Tenderlokomotive Marburger Kreisbahn 5 war eine Dampflokomotive mit der Achsfolge D, die ursprünglich an einen französischen Kunden abgeliefert werden sollte. Da sie aus Gewährleistungsgründen nicht abgenommen wurde, soll sie ab 1922 bei der Kleinbahn Bossel–Blankenstein beheimatet gewesen sein. Von 1926 bis 1929 fuhr sie bei der Marburger Kreisbahn. Nach 1933 wurde sie als Industrielokomotive an die Grube Anna in Alsdorf verkauft.

## Geschichte
Die Lokomotive gehörte zu einer in nur wenigen Exemplaren gebauten Type. Die genaue Anzahl ist nicht bekannt.
Die Lokomotive mit der O&K-Betriebsnummer 4768 wurde ursprünglich an einen Kunden aus Frankreich geliefert. Nach einer Neuzulassung 1922 soll sie zur Kleinbahn Bossel–Blankenstein gekommen sein, wo sie die Nummer 3 getragen haben soll. Die Lok ging mit abgelaufenen Fristen zu einem Preis von 30.520 Reichsmark 1926 an die Marburger Kreisbahn, wo sie die Nummer 5 erhielt.
Die Lokomotive wurde nur selten eingesetzt. Mit ihrer Achslast war sie zu schwer für die Kreisbahn. Die Laufeigenschaften der Lok waren schlecht, der Wasserkasten war viel zu gering bemessen. Das Laufwerk war durch die Wasserkastenkonstruktion schwer zugänglich, was die Instandhaltung der Lok beeinträchtigte. Die Lok wurde nur auf Grund ihrer Leistungsfähigkeit zu Spitzenzeiten eingesetzt und soll schon ab 1929 zum Verkauf vorgesehen gewesen sein. Dieser Verkauf über eine Firma aus Köln wurde 1933 an die Grube Anna in Alsdorf realisiert, wo sie die Nummer Anna 3 erhielt. Die Lok war bis 1965 im Einsatz und wurde dann ausgemustert und verschrottet.

## Technik
Die Lokomotive besaß einen Innenrahmen und einen zwischen den Rahmenwangen gelagerten Wasserkasten mit gebogenem Einfüllstutzen. Das Führerhaus hatte einen hohen Aufsatz und seitliche sowie Stirn-Scheiben. Das Laufwerk war nach dem System Gölsdorf ausgeführt.
Möglicherweise war die Lok mit Flachschiebern ausgestattet. Zur Kesselspeisung besaß die Lokomotive zwei Injektoren von Strube mit einer Leistung von 125 l/min. Ursprünglich war sie mit einer Westinghouse-Bremse ausgerüstet. Später wurde die Bremsanlage auf das System Knorr-Bremse umgebaut.